# جوزيف ديفيز
جوزيف ديفيز (بالإنجليزية: Joseph E. Davies) (و. 1876 – 1958 م) هو دبلوماسي، وكاتب سيناريو، من الولايات المتحدة الأمريكية، ولد في ووترتاون، كان عضوًا في الحزب الديمقراطي الأمريكي، توفي في واشنطن العاصمة، عن عمر يناهز 82 عاماً.

## التعليم
تعلم في جامعة ويسكونسن-ماديسون، وكيلة الحقوق في جامعة ويسكونسن ‏.

## جوائز
حصل على جوائز منها:
- وسام لينين.

## وصلات خارجية
- جوزيف ديفيز على موقع IMDb (الإنجليزية)
- جوزيف ديفيز على موقع قاعدة بيانات الأفلام السويدية (السويدية)
- جوزيف ديفيز على موقع إن إن دي بي (الإنجليزية)